# Федерцони, Луиджи
Луи́джи Федерцо́ни (итал. Luigi Federzoni, 27 сентября 1878 года, Болонья, Италия — 24 января 1967 года, Рим, Италия) — итальянский государственный деятель, сенатор (1928).

## Образование
- 1900 год — диплом по литературе Болонского университета.

Впоследствии получил высшее юридическое образование.

## Биография
В 1904 году — сотрудник газеты «Ресто дель Карлино».
В 1905—1913 годах — редактор газеты «Джорнале д’Италия».
Параллельно с журналистской деятельностью — писал романы, новеллы, рассказы. Использовал литературный псевдоним Джулио де Френци (итал. Giulio De’ Frenzi).
В 1910 году был одним из основателей Ассоциации Итальянских националистов, которая в 1923 году влилась в Национальную фашистскую партию.
В 1911 году, вместе с Альфредо Рокко и Энрико Коррадини, основал еженедельник «Национальная идея» (итал. «L’idea Nazionale»).
В 1913, 1919, 1921 и 1924 годах избирался депутатом Палаты депутатов Парламента Италии.
В 1915—1918 годах — участвовал в Первой мировой войне.
С 23 марта по 31 октября 1922 года — заместитель Председателя Палаты Депутатов.
С 31 октября 1922 года по 17 июня 1924 года — Министр колоний Итальянского Королевства.
С 17 июня 1924 года по 6 ноября 1926 года — Министр внутренних дел Итальянского Королевства.
С 6 ноября 1926 года по 18 декабря 1928 года — Министр колоний Итальянского Королевства.
С 29 апреля 1929 года по 19 января 1934 года и с 24 апреля 1934 года по 2 марта 1939 года — Председатель Сената Итальянского Королевства.
С 29 апреля 1929 года по 19 января 1934 года и с 28 апреля 1934 года по 2 марта 1939 года — Председатель Комиссии по внутреннему регламенту Сената, а с 17 апреля 1939 года по 5 августа 1943 года — член Комиссии по национальному образованию и народной культуре Сената.
С 6 мая 1935 года по 4 января 1946 года — член Национальной академии «Рысьеглазых».
В 1937—1940 годах — Президент Института фашистской Итальянской Африки.
В 1938—1943 годах — Президент Итальянской королевской академии.
С 17 марта 1938 года по 6 октября 1943 года — Президент Института Итальянской энциклопедии.
Являлся членом Большого фашистского совета.
Участвовал в заговоре, завершившемся 25 июля 1943 года смещением Б. Муссолини, на заседании Большого фашистского совета поддержал Д. Гранди, 10 января 1944 года заочно приговорён фашистским трибуналом в Вероне к смертной казни.
После войны бежал в Португалию, а затем в Бразилию. В Италии заочно приговорён к смертной казни. В декабре 1947 года приговор был аннулирован, и в 1955 году он смог вернуться в Рим.

## Награды
- Кавалер Высшего ордена Святого Благовещения (4 июня 1932 года)
- Кавалер Большого креста ордена Святых Маврикия и Лазаря (14 мая 1925 года)
- Великий офицер ордена Святых Маврикия и Лазаря (7 июня 1923 года)
- Командор ордена Святых Маврикия и Лазаря (6 июля 1922 года)
- Кавалер Большого креста ордена Короны Италии (30 декабря 1923 года)
- Великий офицер ордена Короны Италии (17 декабря 1922 года)
- Серебряная медаль «За воинскую доблесть»
- Кавалер Большого креста ордена Сантьяго и меча (Португалия, 9 марта 1940 года)[2].